# رفيع فاين
رفيع فاين (بالإنجليزية: Rafi Fine) هو يوتيوبر أمريكي، ولد في 9 يونيو 1983.

## وصلات خارجية
- رفيع فاين على موقع IMDb (الإنجليزية)
- رفيع فاين على موقع قاعدة بيانات الفيلم (الإنجليزية)